# Préchac (Gironda)
Préchac è un comune francese di 1 041 abitanti situato nel dipartimento della Gironda nella regione della Nuova Aquitania.

## Società

### Evoluzione demografica
Abitanti censiti